# Diego Ftacla
Diego Nadir Ftacla (Mar del Plata, Provincia de Buenos Aires, Argentina, 17 de junio de 1992) es un futbolista argentino. Juega como delantero y su primer equipo fue Tigre. Actualmente milita en Atlas de la Primera C.

## Trayectoria
Comenzó su carrera en las divisiones inferiores del Club Atlético Tigre. Su debut en Primera División fue ante Argentinos Juniors en un empate 1-1 en 2011. Luego, el 19 de agosto de ese mismo año, marcó su primer gol, frente a River Plate en una derrota por 3-2 en Victoria. En el Torneo Inicial 2012, le convirtió un gol a All Boys en Floresta. 
A fines de 2013 decide irse de Belgrano por la falta de juego que tenía en el equipo.
En 2014 se sumó a Aldosivi con el cual conseguiría el ascenso a Primera División .

## Clubes
| Club                     | País      | Año           | PJ | Goles |
| ------------------------ | --------- | ------------- | -- | ----- |
| Tigre                    | Argentina | 2011 - 2013   | 43 | 6     |
| Belgrano de Córdoba      | Argentina | 2013 - 2014   | 2  | 0     |
| Aldosivi                 | Argentina | 2014          | 9  | 0     |
| Atenas                   | Uruguay   | 2015          | 5  | 0     |
| Sportivo Italiano        | Argentina | 2015          | 8  | 0     |
| Atlético Paraná          | Argentina | 2016 - 2017   | 11 | 0     |
| Sarmiento de Resistencia | Argentina | 2017 - 2018   |    |       |
| Lamadrid                 | Argentina | 2018 - 2019   |    |       |
| Suchitepéquez            | Guatemala | 2019          |    |       |
| Fénix                    | Argentina | 2020          |    |       |
| Círculo Deportivo        | Argentina | 2021-2022     |    |       |
| Dock Sud                 | Argentina | 2023          |    |       |
| Atlas                    | Argentina | 2024-presente | 1  | 1     |